# Vittoria della Rovere

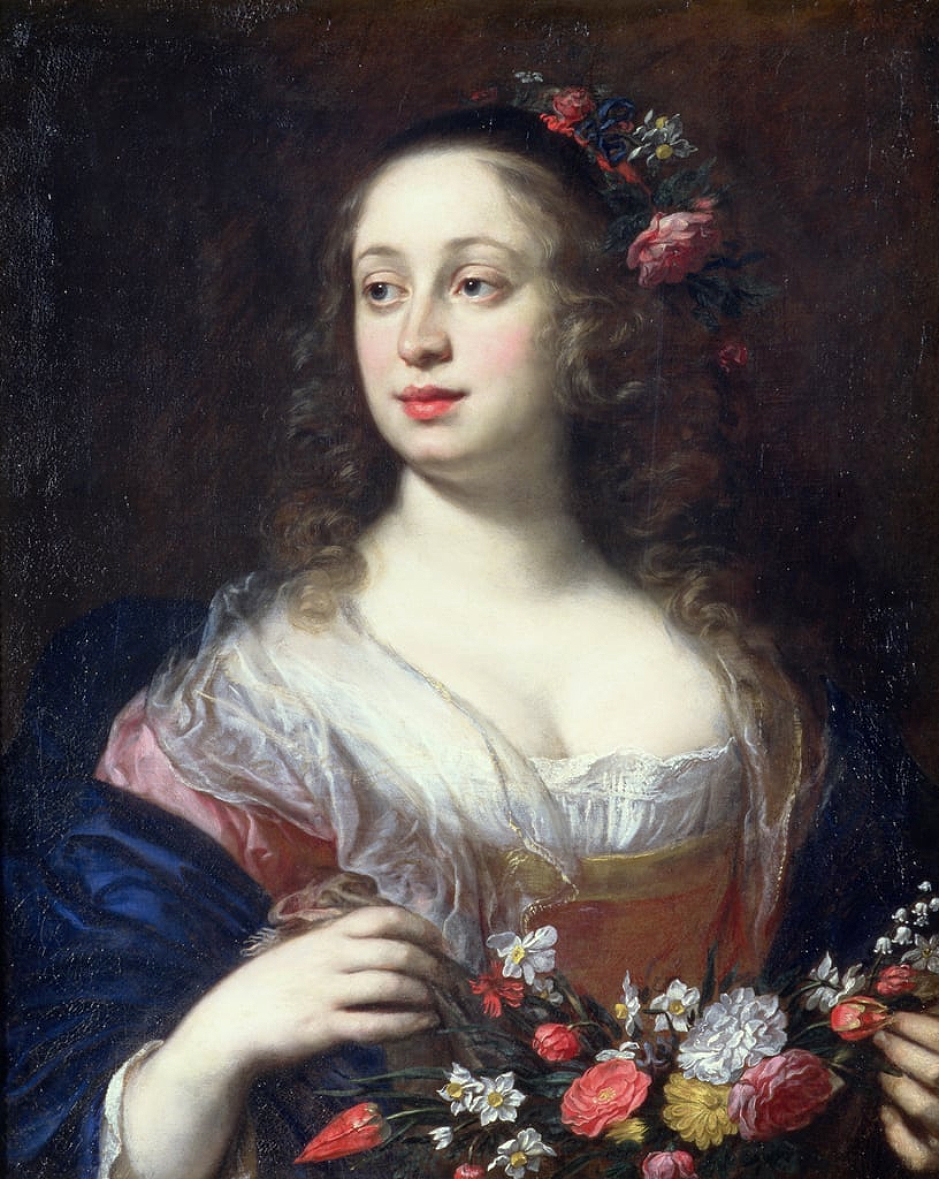
Vittoria della Rovere

Vittoria della Rovere, född 7 februari 1622 i Pesaro, död 5 mars 1694 i Pisa, var storhertiginna av Toscana. Hon var dotter till Federico Ubaldo della Rovere och Claudia de Medici och gifte sig 1634 med sin kusin, storhertig Ferdinand II av Toscana. 

## Biografi
Vittoria della Rovere var ursprungligen arvtagare till Urbino, men påven övertalade hennes farfar att avstå hertigdömet. År 1642 ertappade Vittoria maken med att vara otrogen med en betjänt, och med undantag för en tillfällig försoning 1659 levde makarna sedan separerade. Under sonen Cosimo III av Toscana:s regeringstid var hon ledamot i Consulta, monarkens råd, och agerade som hans politiska rådgivare. Detta orsakade en konflikt med svärdottern Margareta Lovisa av Orleans, som inte fick en plats i rådet. Då svärdottern separerade från sonen och lämnade landet fick Vittoria ansvaret för sina barnbarns uppfostran.

## Barn
1. Cosimo (19 december 1639–21 december 1639)
2. En son (1640)
3. Cosimo III (1642–1723)
4. Francesco Maria (1660–1711)